# Seututie 325
Pour les articles homonymes, voir Route 325.
La route régionale 325 (finnois : Seututie 325) est une route régionale allant de Kangasala jusqu'à Kuhmoinen en Finlande.

## Description
La route a une longueur d'environ 60 kilomètres.
Avec la route principale 58, elle relie la route nationale 12 et la route nationale 24.

## Parcours

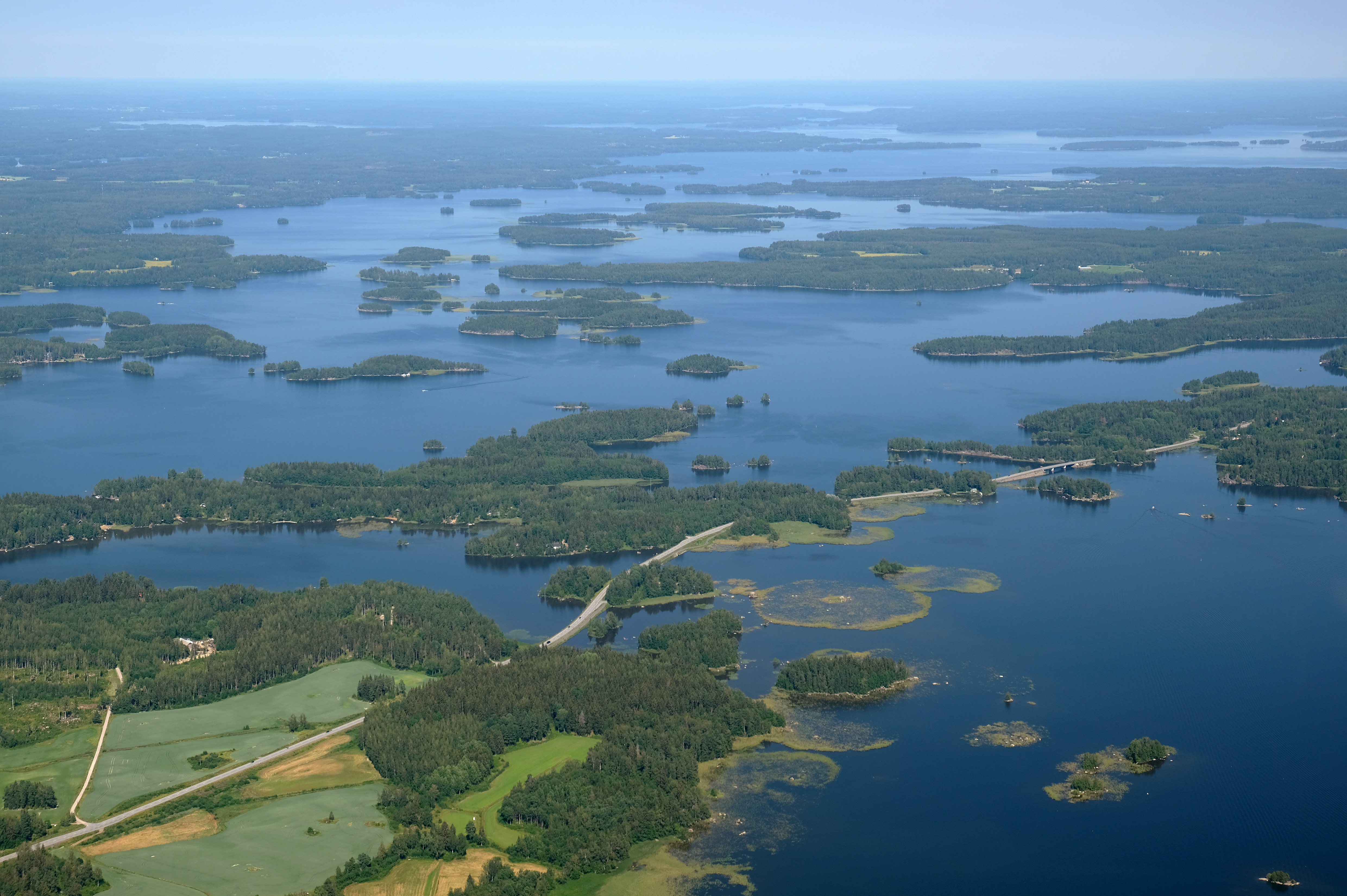
La seututie 325 à Pelisalmi.

- Huutijärvi, Kangasala
- Pelisalmi
- Sahalahti
- Kuhmalahti
- Pohja
- Vehkajärvi
- Kuhmoinen